# Bari–Barletta-vasútvonal
A Bari–Barletta-vasútvonal egy normál nyomtávolságú, villamosított, részben kétvágányú vasútvonal Puglia régióban Olaszországban Bari és Barletta között.